# Roger Wedge
Pour les articles homonymes, voir Wedge.
Roger « butch » Wedge est un homme politique et un marchand canadien. Il est né le 3 janvier 1948 à Saint-Jean. Son père est Percy Joseph Wedge et sa mère est Elvina Eloyse Marie Gallant. Il étudie à l'école secondaire Tobique valley puis au collège Saint-Joseph de Memramcook. Il épouse Yolande Marie Bourque le 30 juin 1973 et le couple a deux enfants. Membre du parti progressiste-conservateur, il est député de Miramichi — Baie-du-Vin à l'Assemblée législative du Nouveau-Brunswick entre 1982 et 1987. Il est impliqué dans sa communauté et est membre des Chevaliers de Colomb, de la Légion royale canadienne, du Club sportif de Rogersville et du Club de golf de Miramichi.